# Adèle de Batz de Trenquelléon
Adèle de Batz de Trenquelléon (* 10. Juni 1789 in Feugarolles; † 10. Januar 1828 in Agen) war eine französische römisch-katholische Nonne und Ordensgründerin. Sie steht am Anfang der Marianistenschwestern. In der katholischen Kirche wird sie als Selige verehrt.

## Leben

### Herkunft und frühe Berufung
Adèle de Batz entstammte einer altadeligen Familie Südwestfrankreichs, zu der unter anderem der Musketier D’Artagnan gehörte. 1797 musste sie mit ihren Eltern vor der Französischen Revolution nach San Sebastian fliehen, wo sie von der spanischen Frömmigkeit geprägt wurde und bereits mit 11 Jahren den Eintritt bei den Karmelitinnen erwog. 1801 kehrte die Familie in das Schloss Tranquelléon (20 km westlich Agen) zurück. Adèle lebte ab 1802 nach einer vom Hauslehrer verfassten geistlichen Regel. 1804 gründete sie mit der gleichgesinnten Jeanne Diché (nach deren Verheiratung: Jeanne Belloc) eine „Kleine Gesellschaft“ zur Rechristianisierung der Landbevölkerung, der sich, unter der Schirmherrschaft der Unbefleckten Jungfrau Maria, weitere Mitglieder anschlossen (1808 bereits 60).

### Gründung der Marianistinnen
Durch Vermittlung von Priestern kam es zum Kontakt mit Guillaume-Joseph Chaminade und dessen in Bordeaux gegründeter Congrégation de l’Immaculée (Kongregation der Unbefleckten Jungfrau Maria), der sich die kleine Gesellschaft anschloss. Adèle verzichtete endgültig auf eine Verehelichung und widmete sich, nach einer überstandenen Erkrankung, ab 1809 ganz den Armen. Von 1812 bis zu seinem Tod 1815 pflegte sie den Vater. Dann verfolgte sie das Projekt einer Frauengemeinschaft, legte erste Gelübde ab und ließ von befreundeten Priestern unter der Aufsicht Chaminades eine Ordensregel verfassen. 1816 machte sie Ernst, verließ das Schloss und bildete in Agen mit drei Gleichgesinnten (darunter Jeanne Belloc) den Grundstock der Gemeinschaft der Töchter der Unbefleckten Jungfrau Maria von Agen (auch: Marianistenschwestern oder Marianistinnen), in deren Konstitutionen sie von Chaminade selbst unterwiesen wurden. Chaminade ernannte Adèle zur Oberin und es kam am 25. Juli 1817 zur Ewigen Profess der inzwischen neun Gründungsschwestern. 1824 wurden die Statuten von Bischof Jean Jacoupy (1761–1848) offiziell gebilligt. Weitere Gründungen entstanden in Tonneins (1820), Condom (1824), Bordeaux (1824) und Arbois (1826).

### Tod und Seligsprechung, Entwicklung der Kongregation
1827 verschlechterte sich Adèles Gesundheit. Anfang Januar 1828 starb sie im Alter von 38 Jahren. 1986 wurde sie von Papst Johannes Paul II. für verehrungswürdig erklärt und 2018 in Agen von Kardinal Angelo Amato seliggesprochen. Die Kongregation hat derzeit (2020) 350 Mitglieder in 14 Ländern (im deutschen Sprachraum nicht vertreten).